# كلثم جبر
كلثم جبر الكواري (مواليد 1958 في الدوحة، قطر) كاتبة وشاعرة وأكاديمية قطرية. تعتبر رائدة بين النساء الكاتبات في البلاد وكانت أول قطرية تكتب مجموعة من القصص القصيرة وذلك في عام 1978. هذا الإنجاز أيضا جعلها أول امرأة قطرية تنشر عملا كبيرا. تقوم حاليا بالتدريس في قسم العلوم الاجتماعية بجامعة قطر.

## الحياة الشخصية والتعليم
والد كلثم هو جبر بن محمد الكواري وهو شاعر قطري.
حصلت على درجة الماجستير في الخدمة الاجتماعية من جامعة حلوان عام 1992. ثم حصلت على درجة الدكتوراه من جامعة القاهرة عام 1997.

## المسيرة المهنية
بدأت مسيرتها المهنية ككاتبة في منتصف السبعينات مع العروبة وهي مجلة قطرية أنشئت في عام 1971 وذلك بنشر قصص قصيرة. في عام 1978 أصبحت كلثم أول قطرية تكتب مختارات من القصص القصيرة بعنوان «أنيا وغابات الصمت والتردد». تركز هذه القصص على رغبة المرأة القطرية في إعادة هيكلة المعايير الاجتماعية والمفاهيم الثقافية.
كتبت القصة القصيرة وجه امرأة عربية في عام 1993 وحصلت على جائزة الإبداع من نادي الجسرة الثقافي والاجتماعي في عام 2001. في عام 1999 شاركت في تأليف مجموعة من القصص القصيرة الموجهة أساسا نحو الأطفال مع الكاتب السعودي خليل الفازي.
في عام 1998 عملت كلثم كعضوة في أول مجلس إدارة للمجلس الوطني للثقافة والفنون والتراث والذي كان أول وكالة حكومية مستقلة للإشراف على الشؤون الثقافية في قطر.
كتبت كلثم كتابا عربيا بعنوان دورة الحياة في تقاليد المجتمع القطري ونشرته هيئة متاحف قطر في عام 2015. يوثق الكتاب تعقيدات حياة القطري العادي استنادا إلى كل من الحسابات الشخصية والدراسة الواسعة النطاق التي أجراها مركز الفولكلور في دول الخليج العربي في أوائل التسعينات. هي مجهزة بالعديد من الرسوم التوضيحية وتحتوي على جوانب من الثقافة القطرية.
في عام 2016 كتبت مقالتين في صحيفة الراية القطرية تدعو إلى حقوق المرأة وتدعي أن التناقض في الحقوق بين الجنسين في العالم العربي لا ينتج عن الإسلام أو القرآن ولكن من رغبة الرجال في السيطرة على النساء. علاوة على ذلك اقترحت زيادة التشريعات لحماية حقوق المرأة.